# Полијен
Полијен (старогрчки: Πολύαινος, Polyainos; латински: Polyaenus) је био македонски писац из 2. века н. е., аутор дела Ратна лукавства у рату (Στρατηγήματα, Strategmata). У Суидином чланку наведено је да је био и реторик. Своје дело посветио је Марку Аурелију и Луцију Веру, који су покренули поход против Парћана 163. г. н. е., у време када је он био исувише стар да би их пратио. Његово дело подељено је на осам књига, од којих првих шест садрже описе ратних лукавстава најзнаменитијих грчких војсковођа, у седмој се бави варварским а тек у осмој римским, спомињући у њој чак и жене које су се због нечег нарочитог проучуле. Међутим, делови шесте и седме књиге су нажалост изгубљени, тако да је од 900 описа колико их је било нама преостало 833.